# Central Square, Cardiff
Central Square (Galês: Sgwâr Canolog) é um grande espaço público em Cardiff, País de Gales, adjacente à estação ferroviária de Cardiff Central e incluindo a estação de ônibus de Cardiff.

## História
Até a década de 1930, uma área de moradias em terraços, igrejas e lojas, chamada Temperance Town, ocupava o local atual da Praça Central. Como resultado, devido à sua história legal, a Central Square é agora uma das poucas áreas em Cardiff designadas uma zona de controle de álcool, permitindo que a polícia confisque álcool.
Entre 1932 e 1934, a Great Western Railway substituiu o edifício original da estação dos anos 1850 por um novo edifício Art Déco em frente à pedra de Portland , encerrando uma sala de reservas com luminárias Art Déco, todas cobertas por um relógio cúpula .  A Great Western Railway tem seu nome completo gravado na fachada (maior que o nome da estação). Durante o planejamento e a construção da nova estação, a GWR fez representações para a Cardiff Corporation para melhorar a área imediata. Como resultado, a partir de 1930 a Corporação começou a planejar a remoção do distrito da classe trabalhadora adjacente, Temperance Town.
Em 1999, uma escultura de 4 metros de altura (13 pés), Cadair Idris foi erguida na Praça Central. No entanto, dentro de seis meses, foi descrito como uma "desgraça suja" e (em 2008) estava atraindo atrativos indesejáveis para se reunir a ele. Mais tarde, foi desmontado e transferido para a Reserva de Zonas Húmidas de Cardiff Bay.

## Reconstrução
No início dos anos 2010, a Marland House havia se tornado um bloco de escritórios difícil de ser locado nos anos 50, que abrigava principalmente um estacionamento de vários andares ; além de uma série de lojas na rua, incluindo Greggs, Burger King, Cardiff Point, mas principalmente ocupadas por lojas de caridade . Com o desenvolvimento do St David's completo, e a conseqüente pedestre da St Mary Street, o Cardiff Council agora estava olhando para o leste para reconstruir a Praça, com o objetivo de criar uma moderna porta de transporte para o centro da cidade de Cardiff.
Em 2010, o desenvolvedor de hotéis Urban Solutions prometeu £ 300.000 em melhorias para a regeneração a longo prazo da Central Square. Eles também concordaram em financiar doze estandes de ciclo e o ponto de contratação da OYBike fora da Estação Central.
Em 2012, outra proposta foi apresentada pelo Cardiff Council para vender a área existente da rodoviária para reforma e investir parte do dinheiro na Central Square, a ser renomeada como "Capital Square". Uma fonte de 80 metros de comprimento (260 pés) foi projetada pelos arquitetos, Stride Treglown, juntamente com um "Jardim de Gales", refletindo a paisagem do país de Gales. A rodoviária seria fechada em setembro de 2012 e uma sede do escritório de 10 a 12 andares seria construída no local. Uma nova estação de ônibus seria construída a leste, após a demolição da Marland House.
Em outubro de 2014, outro plano diretor foi anunciado, incluindo um milhão de pés quadrados (9,3 hectares) de novos escritórios e um hotel com 200 camas. O plano diretor estava sendo supervisionado pela Foster and Partners , liderada pelo parceiro nascido em Cardiff, Gerard Evenden.

## Imagens de construções demolidas
|  |  |  |